# Chico (calciatore 1988)
Francisco Miguel Franco Antunes Gomes, meglio noto come Chico (Torres Vedras, 2 giugno 1988), è un ex calciatore portoghese, di ruolo difensore.

## Carriera

### Club
Ha giocato nella massima serie dei campionati bulgaro e ceco.